# Peter G. Schultz
Peter G. Schultz (* 23. Juni 1956 in Cincinnati, Ohio) ist ein US-amerikanischer Chemiker.

## Leben und Wirken
Schultz studierte Chemie am California Institute of Technology (Caltech) und erwarb 1979 seinen Bachelor of Science mit summa cum laude und wurde 1984 zum Ph.D. promoviert; sein Mentor war Peter Dervan. Seine Dissertation trägt den Titel Ground and Excited State Studies of 1,1-Diazenes/Design of Sequence Specific DNA Cleaving Molecules. Anschließend war er Post-Doktorand bei Christopher Walsh am Massachusetts Institute of Technology, um 1985 an die University of California, Berkeley zu wechseln, wo er 1985 bis 1987 Assistenzprofessor, 1987 bis 1989 außerordentlicher Professor und 1989 bis 1999 ordentlicher Professor an der Fakultät für Chemie war. Daneben war er von 1985 bis 2003 Forscher am Lawrence Berkeley National Laboratory und von 1994 bis 1999 auch am Howard Hughes Medical Institute. Seit 1999 ist er Professor für Chemie am Scripps Research Institute.
Schultz arbeitete auf dem Grenzgebiet zwischen organischer Chemie und chemischer Biologie. Insbesondere entwirft er hocheffiziente katalytische Antikörper und forscht zu Stammzellen und nichtnatürlichen Aminosäuren. Außerdem verwendet er kombinatorische Methoden, wie cDNA-Bibliotheken und Microarrays, um Stoffe mit neuen Eigenschaften zu kreieren. Er veröffentlichte mehr als 400 wissenschaftliche Arbeiten.
Im November 2009 musste Schultz ein vielzitiertes Science Paper von 2004 zurückziehen, das wie eine Reihe anderer Publikationen aus seiner Forschergruppe eine Methode zur Expression von Proteinen mit glykosylierten Aminosäuren in E. Coli beschrieb (das heißt, dass solche Proteine, die nicht nur aus Aminosäuren, sondern zusätzlich aus Kohlenhydraten bestehen). Dies wurde zunächst als pharmazeutische „Killer application“ bezeichnet, für die Schultz wohl über 300 Millionen Dollar von der Wirtschaft erhielt. Es war seinen Mitarbeitern nicht möglich, die experimentellen Ergebnisse zu reproduzieren oder auch die entsprechenden Laborunterlagen vorzuweisen.

## Auszeichnungen und Mitgliedschaften
- 1979 Sigma Xi Award, Outstanding Undergraduate Research
- 1983 McKoy Award, Outstanding Graduate Research, Caltech
- 1984 Nobel Laureate Signature Award (American Chemical Society)
- 1985 Presidential Young Investigator Award (National Science Foundation)
- 1988 Alan T. Waterman Award (National Science Foundation)
- 1988 Sloan Research Fellow
- 1990 American Chemical Society Award in Pure Chemistry
- 1990 Mitglied der American Academy of Arts and Sciences
- 1990 Arthur C. Cope Scholar Award (American Chemical Society)[2]
- 1991 Eli Lilly Award in Biological Chemistry (American Chemical Society)
- 1991 Ernest-Orlando-Lawrence-Preis
- 1991 Fresenius Award (Phi Lambda Upsilon)
- 1992 Edgar Fahs Smith Lecture (University of Pennsylvania)[3]
- 1992 Humboldt-Forschungspreis (Alexander von Humboldt-Stiftung)
- 1992 DuPont Merck Young Investigator Award (The Protein Society)
- 1992 College of Chemistry Teaching Award (University of California, Berkeley)[4]
- 1992 Ciba-Geigy Drew Award in Biomedical Research (Ciba-Geigy)
- 1993 Harrison Howe Lectureship Award (Rochester Section of the American Chemical Society)[5]
- 1993 Mitglied der National Academy of Sciences
- 1994 Ehrendoktor der Universität Uppsala[5]
- 1994 Wolf-Preis für Chemie
- 1995 California Scientist of the Year Award[6]
- 1996 Discover Magazine Awards for Technological Innovation[5]
- 1998 Mitglied des Institute of Medicine (heute National Academy of Medicine)
- 2000 Alfred Bader Award in Bioinorganic or Bioorganic Chemistry (American Chemical Society)[7]
- 2003 Paul-Ehrlich-und-Ludwig-Darmstaedter-Preis[8]
- 2006 Arthur C. Cope Award (American Chemical Society)
- 2008 Carl Shipp Marvel Lecture (University of Illinois)[9]
- 2016 Heinrich-Wieland-Preis
- 2019 Tetrahedron-Preis
- 2021 NAS Award in Chemical Sciences
- 2023 Scheele-Preis
- 2024 American Institute of Chemists Gold Medal
- 2025 Welch Award in Chemistry gemeinsam mit Stuart L. Schreiber.[10]